# Herbert Chipp
Herbert Chipp (Londra, 4 gennaio 1850 – Ely, 25 agosto 1903) è stato un tennista britannico.

## Biografia
Capace tennista, partecipò in maniera continuativa al torneo di Wimbledon tra il 1882 e il 1900. Nell'edizione 1884 raggiunse il suo massimo risultato nel singolare maschile giungendo in semifinale, ma venendo battuto dal futuro campione Herbert Lawford (5-7, 4-6, 4-6), di cui comunque divenne ammiratore. Partecipò spesso anche al torneo in doppio, giungendo in semifinale nel 1886 e nel 1888.
Durante la sua carriera sportiva si distinse anche per il suo contributo dirigenziale e divulgativo, pubblicando il volume di storia tennistica Lawn Tennis Recollections (1898) e facendo parte della Lawn Tennis Association, di cui divenne segretario onorario. Spesso inoltre, dopo il ritiro dall'agonismo nel 1900, arbitrava le partite di tennis.
Morì nel 1903: già indebolito dai postumi di una pleurite, ebbe un incidente in bicicletta e soffrì un trauma cranico, che lo portò alla morte nel giro di pochi giorni.